# EUROPAfest
EUROPAfest - jazz | blues | pop | clasic este un festival internațional de muzică ce are loc în fiecare primăvară în luna mai în București, România. Festivalul este singurul din Europa care prezintă 4 genuri muzicale într-un singur eveniment: jazz, pop, blues, clasic.
Festivalul are că obiectiv prezentarea diversității culturale a Europei, reunind artiști, culturi și mentalități de pe întreg continentul.
În anul 2025, se sărbătoresc 20 ani de când festivalul se află sub Înaltul Patronaj al Majestății Sale Margareta, Custodele Coroanei și Alteței Sale Regale Principele Radu.
A devenit o tradiție întâlnirea anuală dintre artiștii EUROPAfest și Familia Regală a României.
Agenda festivalului include multiple evenimente culturale: competiții, workshop-uri, jam session-uri, concerte, precum și master-classes.

## Istoric
Festivalul a luat naștere în anul 1994, la început intitulându-se Jeunesses Musicales International Competition găzduind doar evenimente de muzică clasică – concurs, concerte cu invitați speciali, workshop-uri și master-classes.
Din 2002, concursului i s-a adăugat o secțiune nouă – concerte de pop și blues, fiind transformat în festival sub titulatura nu Festivalul Internațional Jeunesses Musicales.
În 2005 Festivalul Internațional Jeunesses Musicales a primit Înaltul Patronaj al Altețelor Lor Regale Principesa Moștenitoare Margareta și Principele Radu ai României. 
În 2006, organizatorii au decis derularea acestuia sub numele de EUROPAfest.
În anul 2007 în agenda EUROPAfest s-a adăugat un nou eveniment, din sfera jazz-ului - Bucharest International Jazz Competition, ajungându-se astfel la 4 genuri muzicale, care se păstrează până în prezent. 
În anul 2015 festivalul reunește sub umbrela sa, 10 evenimente.

## Activități

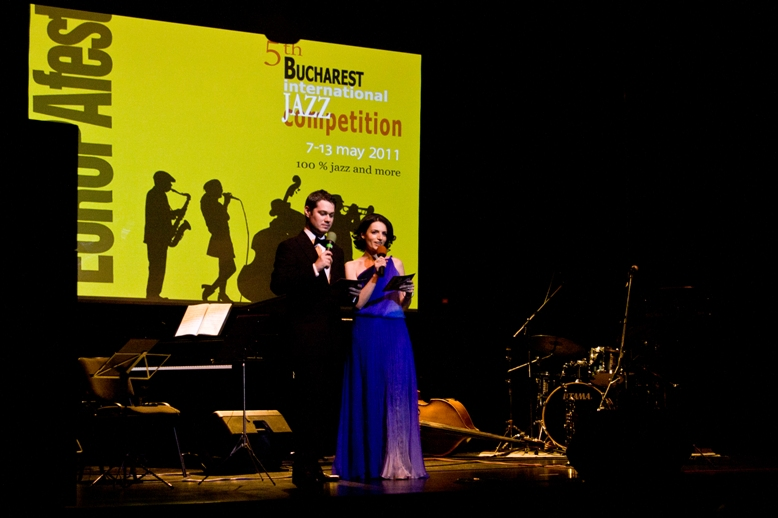
Concertul de deschidere

### Concertul de deschidere
În 2015 are loc dublu Opening Concert la București și Sibiu(Capitală Europeană a Culturii în 2007).

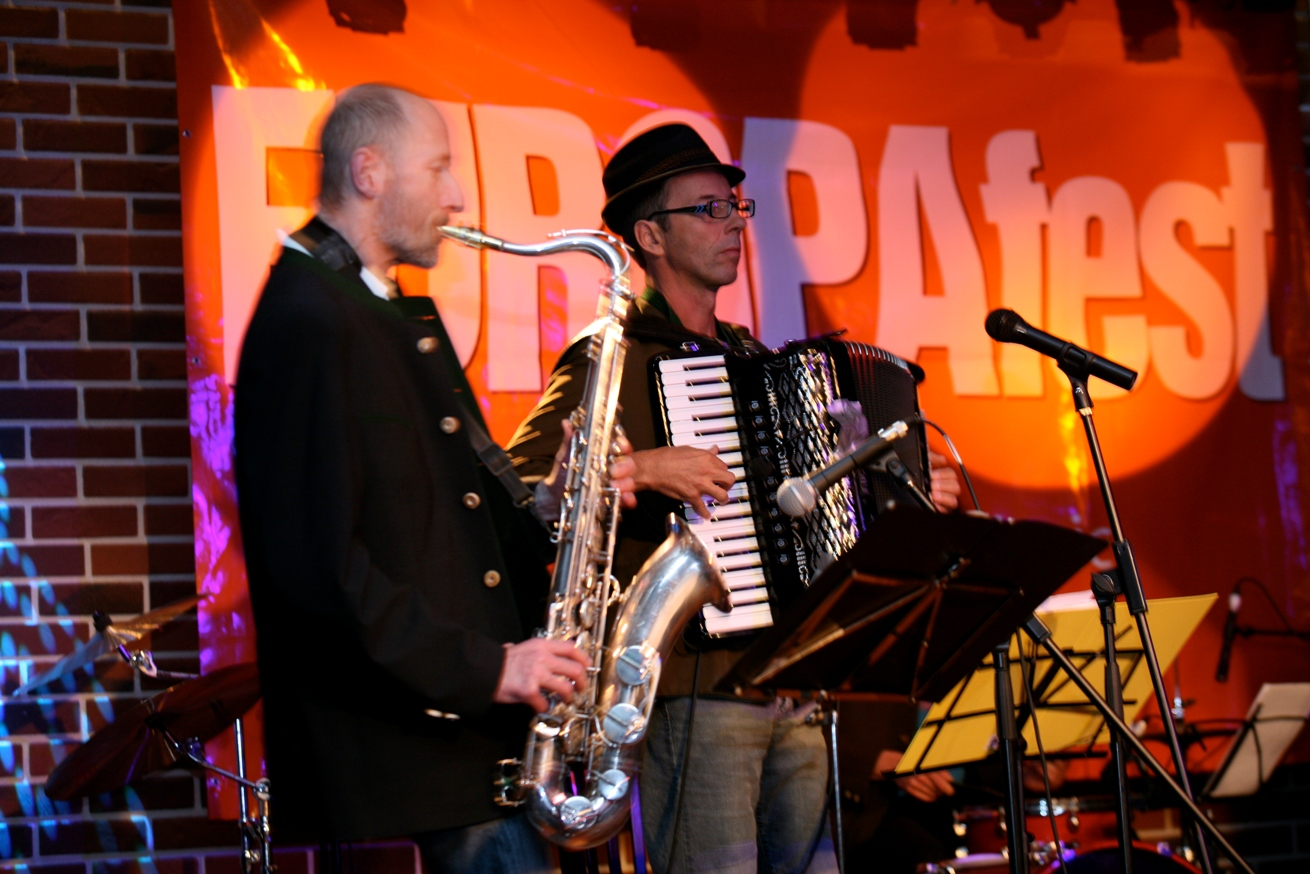
Bucharest International Jazz Competition

### Bucharest International Jazz Competition
În perioada 16-23 mai, se derulează ediția cu numărul 9 a Bucharest International Jazz Competition.
Concursul se adresează artiștilor de jazz, instrumentiști și vocaliști cu vârstă până la 35 de ani.

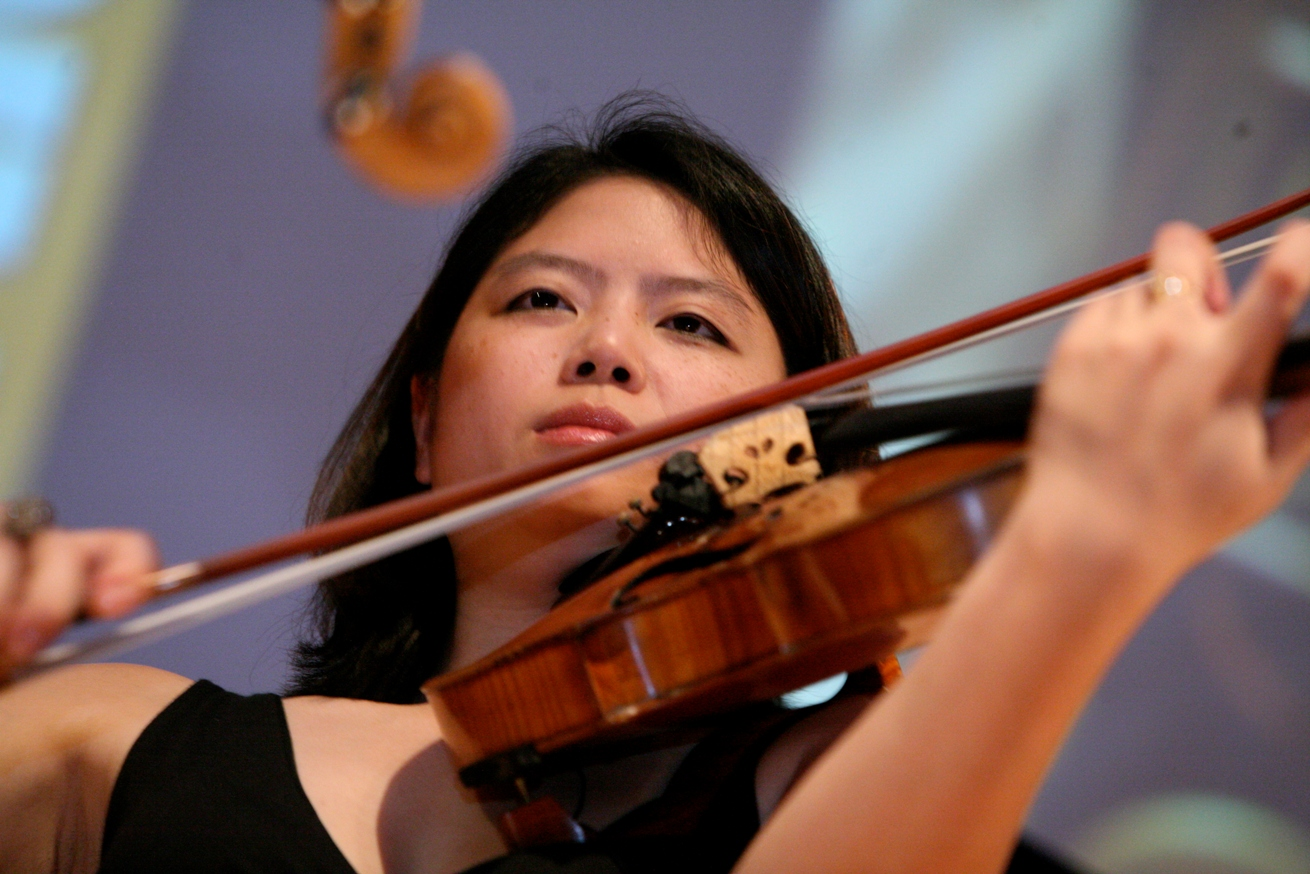
Jeunesses International Music Competition Dinu Lipatti

### Jeunesses International Music Competition
Din 1994 până în prezent, Jeunesses International Music Competition Dinu Lipatti, abordează alternativ în fiecare an câte o disciplină precum: vioara, flaut, clarinet, pian, corn, trompetă, violoncel, canto, precum și compoziție. 
Participanții se pot înscrie în 3 categorii de vârstă: de la cele mai fragede până la categoria master a unui concurs internațional (limita maximă fiind de 30 de ani). 
În 2015 disciplină de concurs este vioara și competiția are loc între 16 și 23 mai. 

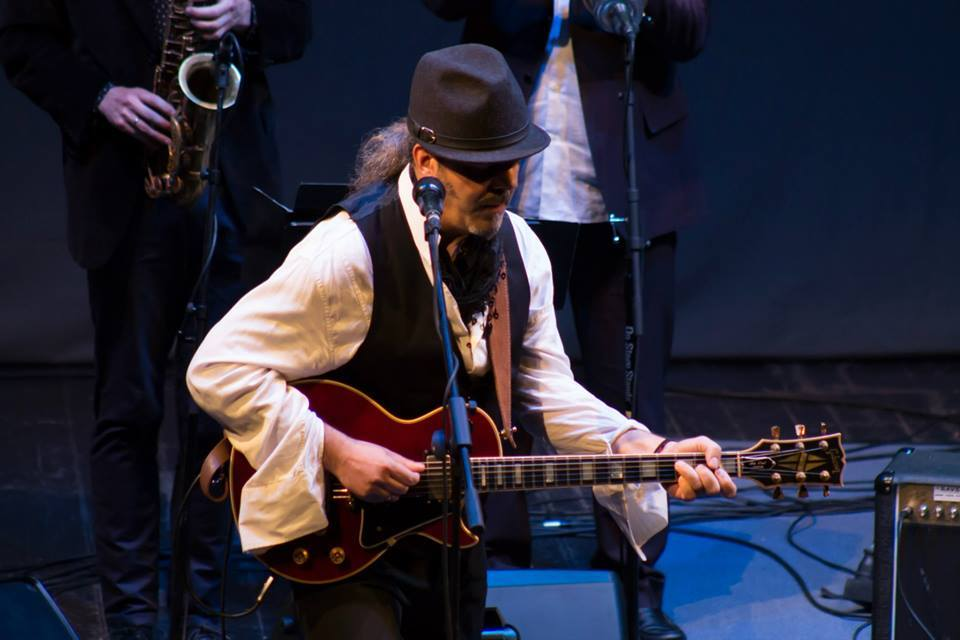
Jam sessions și workshop-uri

### Jam sessions și workshopuri
Competiția este secondată de jam session-uri și workshop-uri conduse de specialiști de talie internațională. 
 Anual, în cadrul jam session-urilor, concurenții au ocazia să cânte alături de muzicieni consacrați ai jazz-ului internațional.
În cadrul workshop-urilor, tinerii artiști se pot perfecționa ori învață noi tehnici de interpretare.

### Caffe Festival
Caffe Festival introduce ideea de concerte desfășurate în locații neconvenționale.
În fiecare seară în cadrul EUROPAfest au loc concerte de jazz, blues sau pop în pub-uri, cluburi, cafenele ori terase: Hard Rock Cafe București, Clubul Țăranului sau Cafe L'Estaminet, precum și multe alte locații.

### Gala EUROPAfest

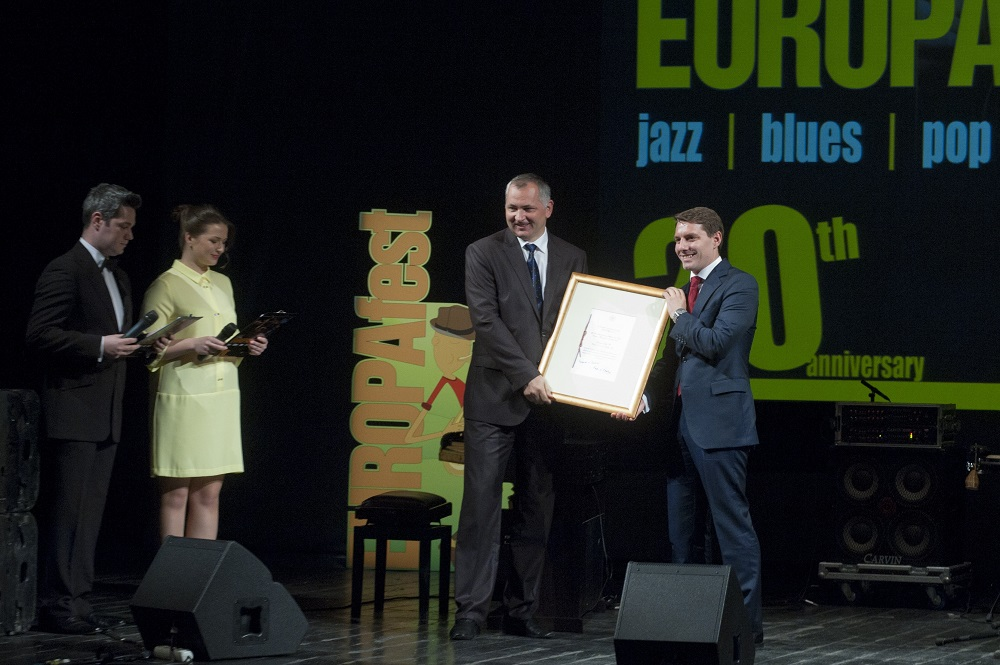
Gala EUROPAfest

EUROPAfest își marchează finalul printr-o Gala. Este momentul în care sunt desemnați câștigătorii  pentru două dintre competiile festivalului.            
De asemenea, Gala include premierea de către Casă Regală, prin acordarea Diplomei de Excelență unui partener EUROPAfest
Activitățile se desfășoară în săli de concert, cu tradiție istorică și culturală, dar și în spații neconvenționale: Ateneul Român, Sala Auditorium - Muzeul Național de Artă, Arcub – Centrul de proiecte culturale al Bucureștiului, Teatrul Excelsior, Teatrul Odeon,  Centrul Național de Artă Tinerimea Română -ArCuB, LOFT, Muzeul Țăranului, Sala Thalia Sibiu, Tribute, Hard Rock Café, Ibis Caffe. 

## Impact
EUROPAfest promovează educația muzicală, iar anual un număr de aproximativ 70 de voluntari se implică în organizarea activităților din cadrul festivalului.
Pentru a susțile rolul educativ al evenimentului, elevilor și studenților le este permisă intrarea liberă lin cadrul unor segmente ale festivalului EUROPAfest.

## Artiști
De-a lungul celor 21 de ediții desfășurate în fiecare an, fără întrerupere, festivalul a găzduit muzicieni din întreagă lume:

### 2014
- D’lys - Marea Britanie
- Vassilis Blue Sotiriou & The BRB - Grecia, Elveția
- Alex Hahn & The Blue Riders - Marea Britanie, Australia
- Margareta Pâslaru - România
- Two 4 the Road - SUA, Franța
- The Windwalkers -Germania, Columbia, Ungaria, Cipru
- The Adam Green Continuum - Marea Britanie
- Parc X Trio - Canada
- Open Source Trio - Olanda, Bulgaria, Germania
- Linda Chatterton - SUA
- Mosaico Jazz Trio - Spania, Portugalia
- Malin Kojola & Johan Emet - Finlanda
- Mag Balay Quartet - Polonia
- Mike Davison - SUA
- Doroteya Lyutskanova - Bulgaria
- Kassiopeia - Germania
- Just 4 Friends - România
- Jazz Bezz B - Rusia
- Corvin Matei - Africa de Sud
- Momoka Masuda - Japonia
- Ismael Circus - Italia
- Inventrio - Germania
- Impulse Duet - Italia
- HB Quartet - Franța
- Da Voicez - Rusia, Ucraina
- Fabio Gichino Trio - Italia
- D.O. New Ensemble the Next Generation - Spania
- Cypress - SUA, Israel, India
- Carrot Lights - Estonia
- Tramonto - Mexic
- Cafearia - Italia
- 4Mament - Germania

### 2013
- Thomas Ford – Marea Britanie
- Arnesen Blues Band - Suedia
- Margareta Paslaru – România
- Voice – Marea Britanie
- Yavor & The Sonic Punsch - Belgia, Bulgaria
- Dario Pinelli & Binario Swing – Italia
- 3 Forest Band - România
- Andreu Vilar Quartet - Spania, Argentina, Columbia
- Anthes-Bergler Quintet - Germania
- Any Jazz -  Spania, Germania
- BCR Project - Indonezia
- Carrot Lights - Estonia
- Catanga Alex Padureanu - România
- Chocolate Disaster - Austria, Germania, Croația
- Da Voicez - Rusia, Ucraina
- Dan Cavanagh Dallas Trio - SUA
- EYM Trio - Franța
- Federico Nathan Quintet - Spania, Uruguay, Italia
- HB Quartet - Franța, Bosnia si Herțegovina
- HI5 - Austria
- Ismaele - Italia
- Kelzoo - Germania
- Less than Four - Elveția, Franța
- Lionel Bozek Trio - Austria
- Mira Falk Quartet - Germania, Islanda, Franța
- Nastja - Germania, Rusia
- Paulo Luz Trio - Portugalia, Rusia
- Puzzletone - Portugalia
- Quei Due - UK, Italia
- Stedwin - Franța
- The Windwalkers - Germania, Columbia, Ungaria
- Time Unity 4tet - Elveția, Franța
- Tipazband - Franța, Mexic, Germania

### 2012
- Park Sujin - Regatul Unit , Australia
- Lakatos Robert - Serbia
- Wen Xianbo - China , Germania
- Arnesen Blues Band - Suedia
- Mandolin' Brothers - Italia
- Vincent's Chair - Australia
- Xavier Dotras Trio - Spain
- 3 Way Free - Israel
- Artbeaters - Slovenia
- Barba / Righetti Duo - Italia
- Ccm Quartet - SUA, Columbia
- Damien Kingston Trio - Olanda, Australia
- Enescu College Jazz Quintet 2012 - România
- Evgeniya Zima Band - Rusia
- Franziska Katharina & Hagen Moller - Elveția
- Imagine Band - Armenia
- Jazz In Dreadlocks - Polonia
- Lindeborg - Aadnekvam Duo  - Suedia
- Loungerie II  - România
- Luiza Sales E Os Coringas - Brazilia
- Michael Aadal Group - Norvegia
- Mira Falk Quartet - Olanda, Grecia , Iceland
- Olah Krisztian Trio - Ungaria
- Polished Blue Project - Polonia
- Quentin Angus Quintet - SUA, Australia
- Rozina Patkai Trio - Ungaria
- Ryo Hatakeyama & Yuko Yoshida Duo - Japonia
- The Dahi Divine Jazz Quintet  - SUA
- To Book A Rest 5tet - Italia
- Trio Millionaires - Israel
- Urban Fabula - Italia
- Yurgaki Trio - Columbia, Spain , Ecuador
- Park Sujin - Australia
- Lakatos Robert - Serbia
- Wen Xianbo - China
- Haase Axel - Germania
- Hickey Mairead - Irlanda
- Bucholc Aleksandra - Polonia
- Daszkiewicz Aleksander - Polonia
- Bolozan Ionut - România
- Faber Line - Polonia
- Kwasnikowska Roksana - Polonia

### 2011
- The Merry Poppins - Austria
- Aro Borger Quartet - Brazilia, SUA
- Atmasfera - Ucraina, Polonia
- Art Voices - Armenia
- Wayne Brown - Anglia
- Jam Sessions - Europe & SUA
- Adrian Gaspar Trio - Austria
- Andre Carvalho 5tet  - Australia , Portugalia
- Ayca Mirac Lazcaz - Germania, Turcia, Finlanda
- Indonesian Youth Regeneration - Indonezia
- Interfoam  - Danemarca
- Intone - SUA, Austria, Suedia, Franța
- Jazz Challenge - România
- Jazzlingz - Ungaria, Slovacia
- Karri Luhtala Trio - Italia
- Kuromitsu Quartet - Rusia
- Marialy Pacheco - Australia, Cuba
- Matthieu Llodra Trio - Elveția
- Milim - SUA, Japonia
- Peabody Jazz Quartet  - SUA
- Rofalski Trio - Germania
- Song Yi Jeon Quintet  - Elveția, Coreea, Germania
- Sorin Zlat Trio - România
- Viktor Horvath Trio - Ungaria
- Bletton Charlotte - Franța
- Garraud Francois - Franța
- Cho Sunghyun - Coreea, Germania
- Park Yaeram  - Coreea, Franța
- Min Ruofan - China

### 2010
- Orchestra Da Tre Soldi – Italia
- Stelzhamma – Austria
- Parafusions – Italia, Ungaria
- Saxest & Siim Aimla – Estonia
- Milo Suchomel Quartet – Slovacia
- Ql – România
- Parafusions – Italia , Ungaria
- Art Voices – Armenia
- Saxest & Siim Aimla – Estonia
- Milo Suchomel Quartet – Slovacia
- Cinzia Catania – Olanda, Elveția, România, Italia , Tunisia
- Circumsonus – Austria
- Citric – Spania
- Dory Bavarsky Trio – U.S.A , Canada, Japonia
- Elena Mindru Trio – România
- Final Step – Elveția
- G.I.R.L. – Franța, Germania, Rusia
- Karri Luhtala Trio – Italia , Finlanda
- Mozambique Trio – Turcia
- Paleka – Olanda , Germania
- Risikogesellschaft –  Germania
- Rokicki & Pulcyn Duo – Polonia
- Sendai – Anglia, Portugalia, Scoția, India
- Stephan Braun Trio – Germania, Polonia
- Unit Three – SUA
- Lee Esther – SUA
- Muresan Valentin – România
- Bodnar Denys – Ucraina
- Gologan Andrei – România
- Li Zixiao – China
- Pilsan Aaron –  Austria

### 2009
- Radio String Quartet Vienna & Klaus Paier - Austria
- Vjb - Anglia
- Trio Elf - Germania
- Stelzhamma - Austria
- Chabliz - Olanda
- Marcian Petrescu & Trenul De Noapte - România
- Anne Czichowsky & Jazzpartout - Germania
- Sidesteps - Austria
- Art Voices - Armenia
- Beefólk - Austria
- Citric - Spain
- Dwootho - Polonia
- Jazzilanti - Slovenia
- Knh - Ungaria
- The Moonstones - România
- Off-Quar-Tet - Danemarca, Polonia
- Orioxy Quartet - Elveția, Franța , Israel
- Paleka - Olanda , Germania
- The Shtriker Sextet - Israel
- Sonia & The Band - România
- Tamarazene - Ungaria
- Tavitjan Brothers - Macedonia , Armenia
- Trybala - Wieg Duo - Germania, Polonia, Belgia
- Vitime Band - Germania, Ucraina, Belarus , Serbia
- Yara And The Sweet Mob - Germania , Brazilia
- Boursier Khrystyna - Ucraina
- Liu Zheng - China
- Shalgina Maria - Rusia
- Zhang Chendi - China
- Gong Yu - China
- Nowak Agata - Polonia

### 2008
- Vincent's Chair Trio - Australia
- Marco Castelli Quartet - Italia
- Mildreds - Croația
- Roberto Magris Jazz Quartet - Italia
- Blues Radio Budapest - Ungaria
- Davide Panozzo Band - Italia

### 2007
- Blues Radio Budapest - Ungaria
- Ximo Tebar & Ester Andujar - Spania
- Antonio Flinta Trio - Italia
- Larry Franco Quartet - Italia